# Heineken Open
A Heineken Open minden év januárjában megrendezett tenisztorna Aucklandben.
Az ATP 250 Series tornák közé tartozik, összdíjazása 398 250 dollár. A verseny egyéni főtábláján 28 versenyző vehet részt, az első négy kiemelt nem lép pályára az első körben.
A mérkőzéseket szabadtéri, kemény borítású pályákon játsszák 1956 óta.

## Egyéni győztesek
| Év   | Győztes                     | Ellenfél a döntőben    | Eredmény a döntőben     |
| ---- | --------------------------- | ---------------------- | ----------------------- |
| 2012 | David Ferrer                | Olivier Rochus         | 6–3, 6–4                |
| 2011 | David Ferrer                | David Nalbandian       | 6–3, 6–2                |
| 2010 | John Isner                  | Arnaud Clément         | 6–3, 5–7, 7–6(2)        |
| 2009 | Juan Martín del Potro       | Sam Querrey            | 6–4, 6–4                |
| 2008 | Philipp Kohlschreiber       | Juan Carlos Ferrero    | 7–6(4), 7–5             |
| 2007 | David Ferrer                | Tommy Robredo          | 6–4, 6–2                |
| 2006 | Jarkko Nieminen             | Mario Ančić            | 6–2, 6–2                |
| 2005 | Fernando González Ciuffardi | Olivier Rochus         | 6–4, 6–2                |
| 2004 | Dominik Hrbatý              | Rafael Nadal           | 4–6, 6–2, 7–5           |
| 2003 | Gustavo Kuerten             | Dominik Hrbatý         | 6–3, 7–5                |
| 2002 | Greg Rusedski               | Jerome Golmard         | 6–7, 6–4, 7–5           |
| 2001 | Dominik Hrbatý              | Francisco Clavet       | 6–4, 2–6, 6–3           |
| 2000 | Magnus Norman               | Michael Chang          | 3–6, 6–3, 7–5           |
| 1999 | Sjeng Schalken              | Tommy Haas             | 6–4, 6–4                |
| 1998 | Marcelo Ríos                | Richard Fromberg       | 4–6, 6–4, 7–6(3)        |
| 1997 | Jonas Björkman              | Kenneth Carlsen        | 7–6, 6–0                |
| 1996 | Jiří Novák                  | Brett Steven           | 6–4, 6–4                |
| 1995 | Thomas Enqvist              | Chuck Adams            | 6–2, 6–1                |
| 1994 | Magnus Gustafsson           | Patrick McEnroe        | 6–4, 6–0                |
| 1993 | Alekszandr Volkov           | MaliVai Washington     | 7–6(2), 6–4             |
| 1992 | Jaime Yzaga                 | MaliVai Washington     | 7–6(6), 6–4             |
| 1991 | Karel Nováček               | Jean-Philippe Fleurian | 7–6(5), 7–6(4)          |
| 1990 | Scott Davis                 | Andrej Csesznokov      | 4–6, 6–3, 6–3           |
| 1989 | Ramesh Krishnan             | Amos Mansdorf          | 6–4, 6–0                |
| 1988 | Amos Mansdorf               | Ramesh Krishnan        | 6–3, 6–4                |
| 1987 | Miloslav Mečíř              | Michiel Schapers       | 6–2, 6–3, 6–4           |
| 1986 | Mark Woodforde              | Bud Shultz             | 6–4, 6–3, 3–6, 6–4      |
| 1985 | Chris Lewis                 | Wally Masur            | 7–5, 6–0, 2–6, 6–4      |
| 1984 | Danny Saltz                 | Chip Hooper            | 4–6, 6–3, 6–4, 6–4      |
| 1983 | John Alexander              | Russell Simpson        | 6–4, 6–3, 6–3           |
| 1982 | Tim Wilkison                | Russell Simpson        | 6–4, 6–4, 6–4           |
| 1981 | Bill Scanlon                | Tim Wilkison           | 6–7, 6–3, 3–6, 7–6, 6–0 |
| 1980 | John Sadri                  | Tim Wilkison           | 6–4, 3–6, 6–3, 6–4      |
| 1979 | Tim Wilkison                | Peter Feigl            | 6–3, 4–6, 6–4, 2–6, 6–2 |
| 1978 | Eliot Teltscher             | Onny Parun             | 6–3, 7–5, 6–1           |
| 1977 | Vidzsaj Amritrádzs          | Tim Wilkison           | 7–6, 5–7, 6–1, 6–2      |
| 1976 | Onny Parun                  | Brian Fairlie          | 6–2, 6–3, 4–6, 6–3      |
| 1975 | Onny Parun                  | Brian Fairlie          | 4–6, 6–4, 6–4, 6–7, 6–4 |

### Páros győztesek
| Év   | Győztesek                        |
| ---- | -------------------------------- |
| 2012 | Oliver Marach Alexander Peya     |
| 2011 | Marcel Granollers Tommy Robredo  |
| 2010 | Marcus Daniell Horia Tecău       |
| 2009 | Martin Damm Robert Lindstedt     |
| 2008 | Luis Horna Juan Mónaco           |
| 2007 | Jeff Coetzee Rogier Wassen       |
| 2006 | Andrei Pavel Rogier Wassen       |
| 2005 | Yves Allegro Michael Kohlmann    |
| 2004 | Mahes Bhúpati Fabrice Santoro    |
| 2003 | David Adams Robbie Koenig        |
| 2002 | Jonas Björkman Todd Woodbridge   |
| 2001 | Marius Barnard Jim Thomas        |
| 2000 | Ellis Ferreira Rick Leach        |
| 1999 | Jeff Tarango Daniel Vacek        |
| 1998 | Patrick Galbraith Brett Steven   |
| 1997 | Ellis Ferreira Patrick Galbraith |
| 1996 | Marcos Ondruska Jack Waite       |
| 1995 | Grant Connell Patrick Galbraith  |
| 1994 | Patrick McEnroe Jared Palmer     |
| 1993 | Grant Connell Patrick Galbraith  |
| 1992 | Wayne Ferreira Jim Grabb         |
| 1991 | Sergio Casal Emilio Sánchez      |
| 1990 | Kelly Jones Robert Van't Hof     |
| 1989 | Steve Guy Shuzo Matsuoka         |

## Külső hivatkozások
- Hivatalos oldal